# Ксантория настенная
Ксанто́рия насте́нная (лат. Xanthoria parietina) — лишайник семейства Телосхистовые, вид рода Ксантория.
Впервые научно описал Карл Линней в 1753 году как Lichen parietinus.

## Синонимы[1]
- Blasteniospora parietina (L.) Trevis., 1853
- Geissodea parietina (L.) J. St.-Hill., 1805
- Imbricaria parietina (L.) DC., 1805
- Imbricaria parietina var. ectanea (Ach.) Flot., 1849
- Lichen parietinus L., 1753basionym
- Lobaria parietina (L.) Hoffm., 1795
- Parmelia parietina (L.) Ach., 1803
- Parmelia parietina f. ectanea (Ach.) Fr., 1831
- Parmelia parietina var. ectanea Ach., 1810
- Physcia aureola var. ectanea (Ach.) Leight., 1879
- Physcia ectanea (Ach.) Linds., 1870
- Physcia parietina (L.) De Not., 1847
- Physcia parietina f. ectanea  (Ach.) Zahlbr., 1855
- Physcia parietina var. ectanea  (Ach.) Nyl., 1856
- Platisma parietinum  (L.) Frege, 1812
- Platysma parietinum  (L.) Frege, 1812
- Teloschistes parietinus  (L.) Norman, 1812
- Teloschistes parietinus var. ectaneus  (Ach.) Müll. Arg., 1880
- Xanthoria ectanea (Ach.) Räsänen ex Filson, 1969
- Xanthoria parietina f. ectanea  (Ach.) Th. Fr., 1871
- Xanthoria parietina f. ectanea  (Ach.) P. Syd., 1887
- Xanthoria parietina subsp. ectanea  (Ach.) Clauzade et Cl. Roux, 1985
- Xanthoria parietina var. convexa Räsänen, 1944
- Xanthoria parietina var. ectanea (Ach.) J. Kickx f., 1867

## Описание
Слоевище листоватое, округлое, розетковидное или неопределённой формы, до 4—10(20) см в диаметре, довольно тонкое, в центре тесно прижатое к субстрату, обычно в виде цельной плёнки, на периферии немного приподнятое над субстратом, рассечённое на хорошо выраженные лопасти. Верхняя поверхность слоевища жёлтая до оранжево-жёлтой (сероватая в затенённых условиях), нижняя — беловатая. Апотеции обычно многочисленные, иногда полностью покрывающие центральную часть, 0,8—1,3(3) мм в диаметре, приподнятые или сидячие. Диск оранжево-жёлтый, вогнутый до плоского или волнистого, без налёта. Слоевищный край несколько бледнее, чем слоевище, достаточно тонкий, цельный, вначале резко выделяется, затем исчезающий. Парафизы септированные, несколько вздутые к верхушкам. Сумки узкобулавовидные, 50—65×12—16 мкм, содержат по 8 спор. Споры бесцветные, эллипсоидные, 12—16 ×5—9 мкм.
Очень полиморфный вид. Всего описано свыше 40 форм различной таксономической значимости, отличающихся размерами, формой и окраской лопастей слоевища.
Фотобионт — зелёная водоросль из рода Trebouxia.

### Химический состав
Слоевище содержит антрахиноны, которые обуславливают его желтоватое до оранжево-красного окрашивания.

## Среда обитания и распространение
Лишайник растёт на различных субстратах (коре деревьев, обработанной древесине, скалах, камнях и т. д.). Особенно обильно развивается на деревьях открытых мест, вдоль дорог, вблизи человеческого жилья. Устойчив к загрязнённости воздуха.
Встречается в Европе, Азии, достаточно редкий в Африке, Северной , Центральной и Южной Америке, Австралии, Новой Зеландии .
В России повсеместно, особенно в европейской части.